# Gare de Thourout
La gare de Thourout (aussi gare de Torhout) (en néerlandais : station Torhout) est une gare ferroviaire belge de la ligne 66, de Bruges à Courtrai, située à proximité du centre de la ville de Thourout dans la province de Flandre-Occidentale en Région flamande.
Elle est mise en service en 1846 par la Société des chemins de fer de la Flandre-Occidentale (FO). C'est une gare de la Société nationale des chemins de fer belges (SNCB) desservie par des trains InterCity (IC), Omnibus (L) et d’Heure de pointe (P).

## Situation ferroviaire
Établie à 19 mètres d'altitude, la gare de Torhout est située au point kilométrique (PK) 18,300 de la ligne 66, de Bruges à Courtrai, entre les gares ouvertes de Zedelgem et de Lichtervelde. 
C'est une ancienne gare de bifurcation, aboutissement, après la gare de Wynendaele, de la ligne 62, d’Ostende à Torhout (fermée), et origine de la ligne 63, de Torhout à Ypres (fermée).

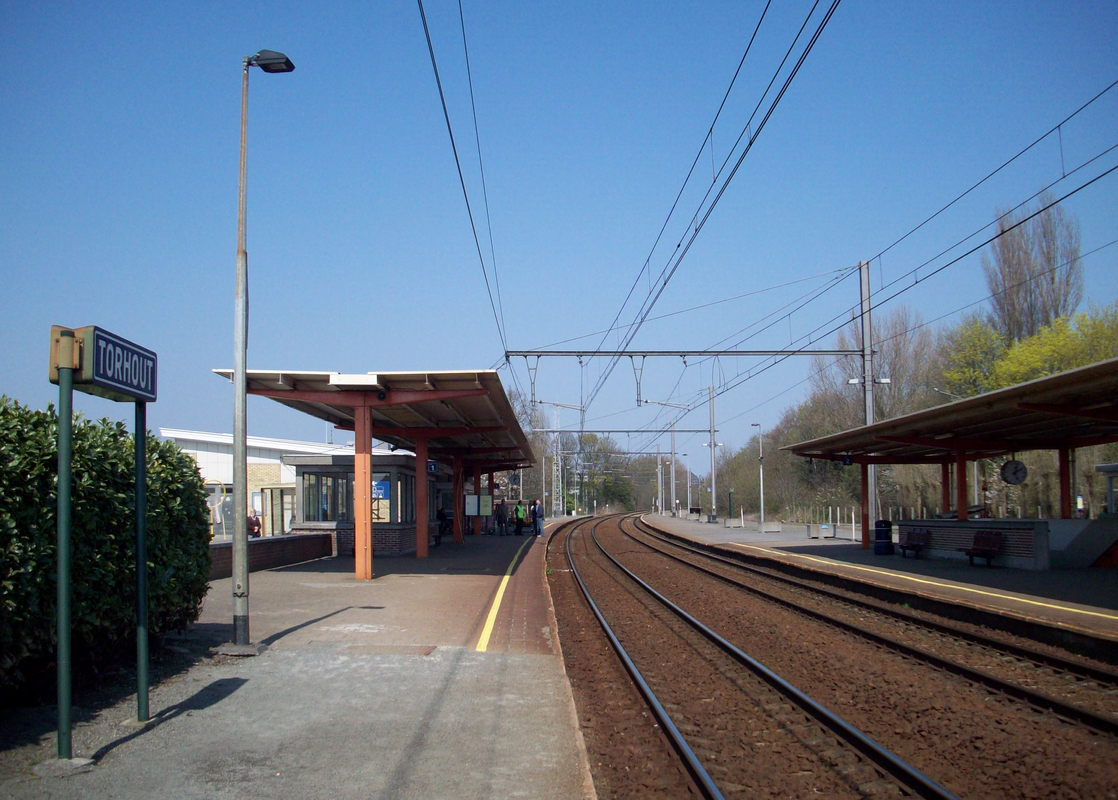
Intérieur de la gare.

## Histoire
La station de Torhout est mise en service le 4 octobre 1846, par la Société des chemins de fer de la Flandre-Occidentale (FO), lorsqu'elle ouvre à l'exploitation la section de Bruges à Torhout, de sa ligne de Bruges à Courtrai. Elle devient une gare de passage avec l'ouverture de la section suivante de Torhout à Lichtervelde, mise en service le 28 février 1847.
Elle devient une gare de bifurcation avec l'ouverture à l'exploitation, par la Compagnie d'Ostende à Armentières, de la ligne d'Ostende à Torthout le 1er avril 1868. Son trafic est renforcé avec l'ouverture, par la même compagnie, de la ligne de Torhout à Ypres le 15 août 1873.
Le bâtiment d'origine ayant été détruit au cours de la Première Guerre mondiale, les Chemins de fer de l'État belge y érigent un bâtiment en partie en briques qui n'est autre qu'un des anciens pavillons des Jeux olympiques de 1920 à Anvers. La gare actuelle a été construite en 1963 selon les plans de Vincent Van Houtryve.
La section de Torhout à Kortemark, sur la ligne de Torhout à Ypres, est fermée à tous trafics en 1950. Sur la ligne d'Ostende à Torhout, le trafic voyageurs ferme le 26 mai 1963, et le trafic voyageurs le 1er septembre de la même année. Le service des marchandises en gare de Torhout est fermé en 1988.

## Service des voyageurs

### Accueil
Gare SNCB, elle dispose d'un bâtiment voyageurs, avec guichet, ouvert tous les jours. Des aménagements, équipements et services sont à la disposition des personnes à la mobilité réduite. Elle est notamment équipée d'un automate pour l'achat de titres de transport.
Un souterrain permet la traversée des voies et le passage d'un quai à l'autre.

### Desserte
Torhout est desservie par des trains InterCity (IC) de la SNCB, qui effectuent des missions sur la ligne commerciale : 66 (Bruges - Courtrai) (voir brochure SNCB).
En semaine, il y a deux dessertes cadencées à l’heure :
- des trains IC-23 circulant entre Ostende et Bruxelles-Aéroport-Zaventem via Courtrai ;
- des trains IC-32 circulant entre Bruges et Courtrai (quelques-uns sont prolongés de et vers Ostende).

Plusieurs autres trains s'ajoutent aux heures de pointe :
- un unique train IC-12 entre Ostende et Louvain via Courtrai, le matin, et un autre IC-12 entre Welkenraedt et Ostende via Courtrai, le soir ;
- un train P d'Ostende à Courtrai, le matin ;
- deux trains P de Courtrai à Bruges, le matin, dont un continuant vers Knokke et un autre vers Bruges l'après-midi ;
- un train P de Blankenberge à Courtrai, le matin, et deux autres l'après-midi.

Les week-ends et jours fériés, la desserte comporte :
- des trains IC-23 circulant entre Ostende et Bruxelles-National-Aéroport ;
- des trains IC-32 circulant entre Bruges et Courtrai (toutes les deux heures).

### Intermodalité
Un parc pour les vélos et un parking pour les véhicules y sont aménagés.Elle est desservie par des bus.

## Comptage voyageurs
Ce graphique et tableau montre le nombre de voyageurs embarquant en moyenne durant la semaine, le samedi et le dimanche.
| Nombre de passagers qui embarquent à la gare de Thourout | Nombre de passagers qui embarquent à la gare de Thourout | Nombre de passagers qui embarquent à la gare de Thourout | Nombre de passagers qui embarquent à la gare de Thourout |
|                                                          | Semaine                                                  | Samedi                                                   | Dimanche                                                 |
| -------------------------------------------------------- | -------------------------------------------------------- | -------------------------------------------------------- | -------------------------------------------------------- |
| 1977                                                     | 1 547                                                    | 461                                                      | 415                                                      |
| 1978                                                     | 1 639                                                    | 319                                                      | 342                                                      |
| 1979                                                     | 1 594                                                    | 328                                                      | 357                                                      |
| 1980                                                     | 1 600                                                    | 309                                                      | 491                                                      |
| 1981                                                     | 1 668                                                    | 349                                                      | 463                                                      |
| 1982                                                     | 1 675                                                    | 350                                                      | 468                                                      |
| 1983                                                     | 2 046                                                    | 308                                                      | 342                                                      |
| 1984                                                     | 1 936                                                    | 329                                                      | 420                                                      |
| 1985                                                     | 1 718                                                    | 357                                                      | 470                                                      |
| 1986                                                     | 1 675                                                    | 291                                                      | 266                                                      |
| 1987                                                     | 1 737                                                    | 346                                                      | 545                                                      |
| 1988                                                     | 1 750                                                    | 474                                                      | 478                                                      |
| 1989                                                     | 1 676                                                    | 364                                                      | 456                                                      |
| 1990                                                     | 1 798                                                    | 453                                                      | 519                                                      |
| 1991                                                     | 1 838                                                    | 448                                                      | 394                                                      |
| 1992                                                     | 1 744                                                    | 390                                                      | 571                                                      |
| 1993                                                     | 1 751                                                    | 406                                                      | 595                                                      |
| 1994                                                     | 1 866                                                    | 411                                                      | 558                                                      |
| 1995                                                     | 2 005                                                    | 422                                                      | 533                                                      |
| 1996                                                     | 2 382                                                    | 551                                                      | -                                                        |
| 1997                                                     | 2 433                                                    | 593                                                      | -                                                        |
| 1998                                                     | 2 690                                                    | 668                                                      | 784                                                      |
| 1999                                                     | 2 728                                                    | 700                                                      | 614                                                      |
| 2000                                                     | 2 680                                                    | 986                                                      | 865                                                      |
| 2001                                                     | 2 723                                                    | 786                                                      | 846                                                      |
| 2002                                                     | 2 288                                                    | 580                                                      | 682                                                      |
| 2003                                                     | 2 306                                                    | 626                                                      | 671                                                      |
| 2004                                                     | 2 278                                                    | 684                                                      | 678                                                      |
| 2005                                                     | 2 177                                                    | 642                                                      | 830                                                      |
| 2006                                                     | 2 121                                                    | 664                                                      | 814                                                      |
| 2007                                                     | 1 961                                                    | 768                                                      | 824                                                      |
| 2008                                                     | -                                                        | -                                                        | -                                                        |
| 2009                                                     | 2 205                                                    | 673                                                      | 724                                                      |
| 2010                                                     | -                                                        | -                                                        | -                                                        |
| 2011                                                     | -                                                        | -                                                        | -                                                        |
| 2012                                                     | 2 452                                                    | 697                                                      | 821                                                      |
| 2013                                                     | 2 297                                                    | 702                                                      | 724                                                      |
| 2014                                                     | 2 265                                                    | 753                                                      | 989                                                      |
| 2015                                                     | 2 000                                                    | 497                                                      | 670                                                      |
| 2016                                                     | 1 793                                                    | 471                                                      | 496                                                      |
| 2017                                                     | 1 927                                                    | 403                                                      | 417                                                      |
| 2018                                                     | 1 766                                                    | 388                                                      | 472                                                      |
| 2019                                                     | 1 757                                                    | 364                                                      | 397                                                      |
| 2020                                                     | 1 202                                                    | 379                                                      | 452                                                      |
| 2021                                                     | -                                                        | -                                                        | -                                                        |
| 2022                                                     | 1 746                                                    | 331                                                      | 546                                                      |
| 2023                                                     | 1 681                                                    | 575                                                      | 592                                                      |
| 2024                                                     | 1 686                                                    | 468                                                      | 408                                                      |

Gare de Torhout
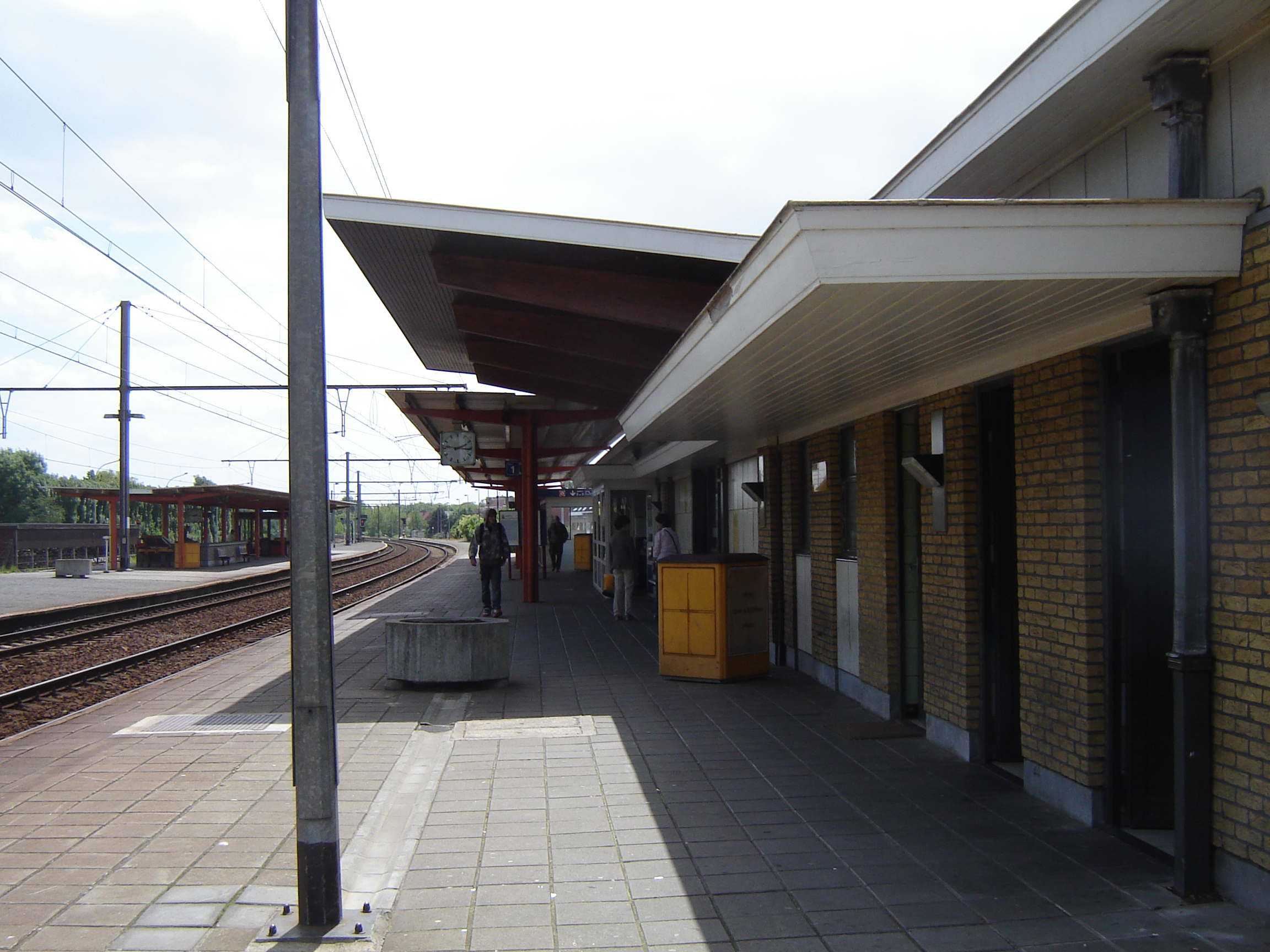
Intérieur de la gare.
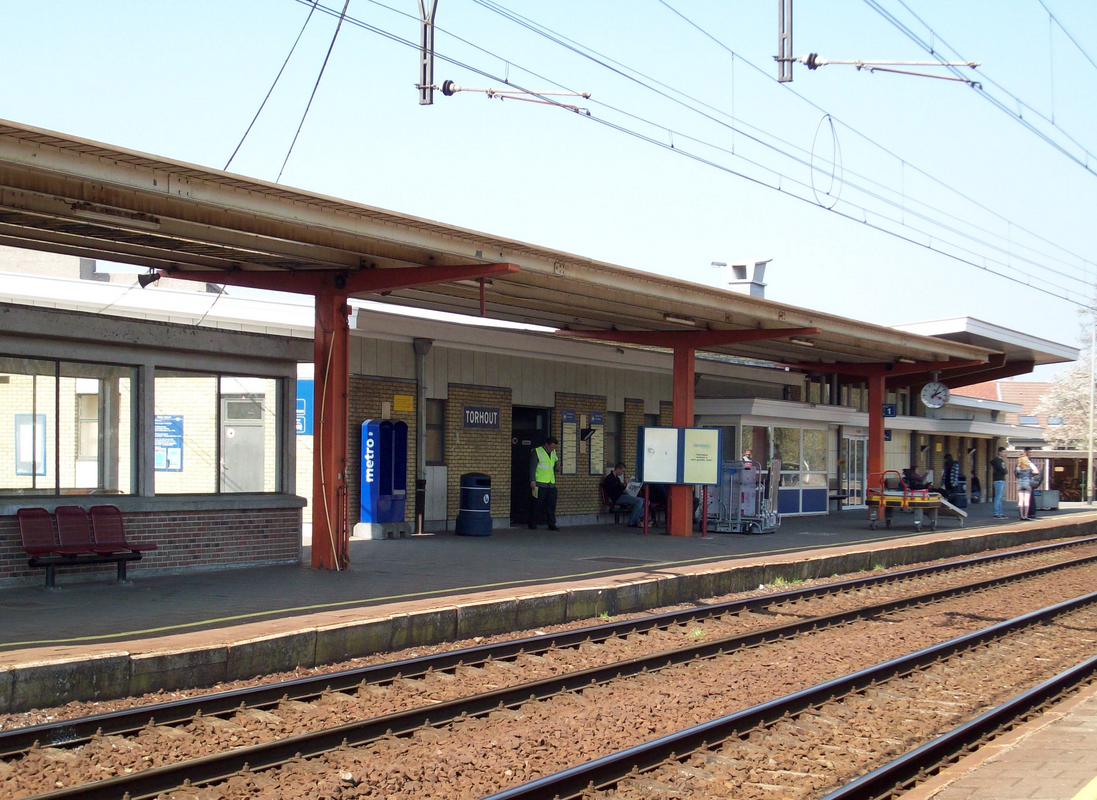
Intérieur de la gare.
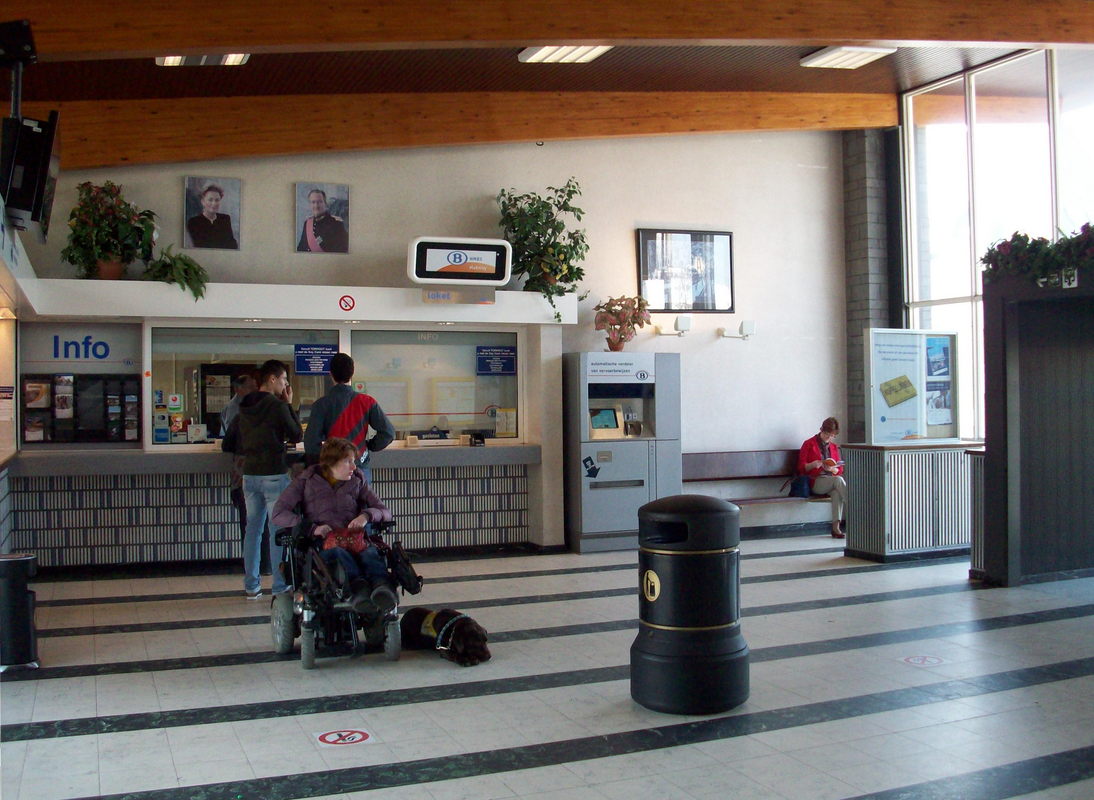
Hall et guichet.
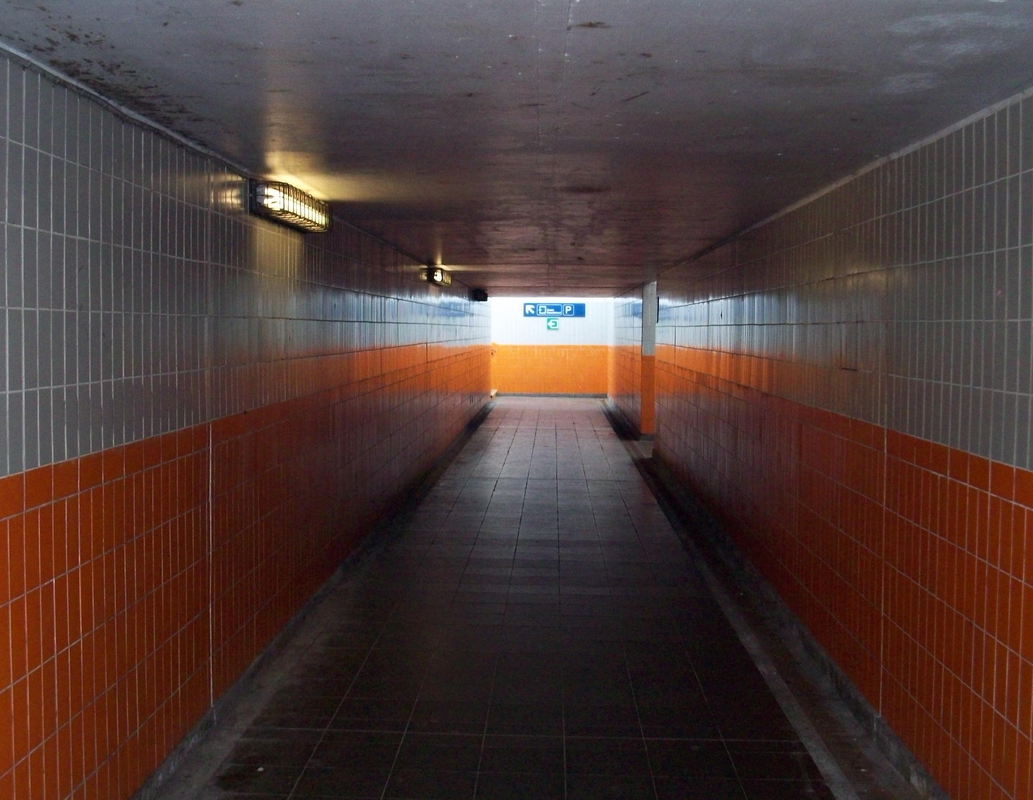
Souterrain.